# Alto Rio Doce
Alto Rio Doce este un oraș din unitatea federativă Minas Gerais, Brazilia.